# Bảo Trì
Bảo Trì (giản thể: 宝坻区; phồn thể: 寶坻區; bính âm: Bǎodí qū) là một khu (quận) của thành phố Thiên Tân, Trung Quốc. Quận nằm ở phía bắc của thành phố, cách khu trung tâm khoảng 70 km, phía tây giáp với huyện Hương Hà của Hà Bắc, cách Bắc Kinh 80 km, bắc giáp Kế huyện, đông giáp huyện Ngọc Điền của Hà Bắc, đông nam giáp huyện Ninh Hà và tây nam giáp khu Vũ Thanh.
Năm Kim Đại Định thứ 12, 12.000 hộ phía đông của huyện Hương Hà được tách ra để lập huyện Bảo Trì, huyện thành lúc bấy giờ gọi là Tân Thương, cũng gọi là Cừ Dương. Nhân dân trong huyện có nguồn lợi về đánh cá và làm muối, lúc đó muối là quốc bảo nên được gọi là Bảo Trì. Đến thời nhà Thanh, khu vực này thuộc Thuận Thiên phủ, đến giữa những năm Ung Chính, khu vực duyên hải phía đông tách ra và trở thành huyện Ninh Hà. Năm 2001, Bảo Trì được nâng lên thành khu.
Bảo Trí được chia thành
Nhai đạo
- Bảo Bình nhai đạo (宝平街道)

Trấn
| - Mã Gia Điếm trấn (马家店镇) - Đại Khẩu Đồn trấn (大口屯镇) - Tân Khai Khẩu trấn (新开口镇) - Đại Bạch Trang trấn (大白庄镇) - Hác Các Trang trấn (郝各庄镇) - Ngưu Đạo Khẩu trấn (牛道口镇) - Đại Chung Trang trấn (大钟庄镇) - Tân An trấn (新安镇) - Vương Bốc Trang trấn (王卜庄镇) | - Phương Gia Trang trấn (方家庄镇) - Khẩu Đông trấn (口东镇) - Cao Gia Trang trấn (高家庄镇) - Hoắc Các Trang trấn (霍各庄镇) - Bát Môn Thành trấn (八门城镇) - Lâm Đình Khẩu trấn (林亭口镇) - Chu Lương Trang trấn (周良庄镇) - Đại Đường Trang trấn (大唐庄镇) - Sử Các Trang trấn (史各庄镇) |

Hương
- Ngưu Gia Bài hương (牛家牌乡)
- Nhĩ Vương Trang hương (尔王庄乡)
- Hoàng Trang hương (黄庄乡)